# Ministerio de Fomento (Colombia, 1951)
El Ministerio de Fomento fue un antiguo Ministerio colombiano, creado en 1951 en reemplazo del Ministerio de Comercio e Industria y disuelto en 1968, siendo reemplazado por el Ministerio de Desarrollo Económico.  

## Historia
El Ministerio fue creado por el presidente Laureano Gómez Castro mediante el decreto 464 de 1951, en el cual ordenó disolver el Ministerio de Comercio e Industria y el Ministerio de Minas y Petróleos para reemplazarlos por el nuevo Ministerio, quedando este en el orden de sucesión presidencial en el puesto del Ministerio de Comercio e Industria. Algunos meses después Castro ordenó volver a crear el Ministerio de Minas y Petróleos, reteniendo solo las funciones de Comercio e Industria al Ministerio de Fomento.
Durante su existencia se encargó de administrar el comercio y fomentar el desarrollo económico e industrial de la nación. El Ministerio fue disuelto en 1968, durante el gobierno de Carlos Lleras Restrepo, siendo reemplazado por el Ministerio de Desarrollo Económico el 3 de diciembre de 1968.

## Listado de Ministros
La siguiente es la lista de personas que dirigieron la cartera de Fomento: 
| N.° | Ministro                   | Inicio                  | Final                   | Presidente                | Ref.   |
| --- | -------------------------- | ----------------------- | ----------------------- | ------------------------- | ------ |
| 19° | Hernando Gómez Otálora     | 2 de septiembre de 1968 | 3 de diciembre de 1968  | Carlos Lleras Restrepo    | [ 4 ]  |
| 18° | Antonio Álvarez Restrepo   | 7 de agosto de 1966     | 2 de septiembre de 1968 | Carlos Lleras Restrepo    | [ 4 ]  |
| 17° | Aníbal López Trujillo      | 8 de enero de 1965      | 7 de agosto de 1966     | Guillermo León Valencia   | [ 5 ]  |
| -   | Carlos Jiménez López (e)   | 17 de diciembre de 1964 | 8 de enero de 1965      | Guillermo León Valencia   | [ 5 ]  |
| 16° | Aníbal Vallejo Álvarez     | 23 de abril de 1963     | 17 de diciembre de 1964 | Guillermo León Valencia   | [ 5 ]  |
| 15° | Marco Alzate Avendaño      | 7 de agosto de 1962     | 23 de abril de 1963     | Guillermo León Valencia   | [ 5 ]  |
| 14° | Aurelio Camacho Rueda      | 1 de septiembre de 1961 | 7 de agosto de 1962     | Alberto Lleras Camargo    | [ 6 ]  |
| 13° | Rafael Unda Ferrero        | 9 de noviembre de 1960  | 1 de septiembre de 1961 | Alberto Lleras Camargo    | [ 6 ]  |
| 12° | Misael Pastrana Borrero    | 5 de mayo de 1960       | 9 de noviembre de 1960  | Alberto Lleras Camargo    | [ 6 ]  |
| 11° | Rodrigo Llorente Martínez  | 25 de marzo de 1959     | 5 de mayo de 1960       | Alberto Lleras Camargo    | [ 6 ]  |
| 10° | José Vicente Dávila Tello  | 23 de marzo de 1959     | 25 de marzo de 1959     | Alberto Lleras Camargo    | [ 6 ]  |
| 9°  | Rafael Delgado Barreneche  | 7 de agosto de 1958     | 23 de marzo de 1959     | Alberto Lleras Camargo    | [ 6 ]  |
| 8°  | Harold Eder                | 10 de diciembre de 1957 | 7 de agosto de 1958     | Junta Militar de Gobierno | [ 7 ]  |
| 7°  | Joaquín Vallejo Arbeláez   | 11 de mayo de 1957      | 10 de diciembre de 1957 | Junta Militar de Gobierno | [ 7 ]  |
| 6°  | Mariano Ospina Navia       | 9 de mayo de 1956       | 11 de mayo de 1957      | Gustavo Rojas Pinilla     | [ 8 ]  |
| 5°  | Jorge Reyes Gutiérrez      | 14 de febrero de 1956   | 9 de mayo de 1956       | Gustavo Rojas Pinilla     | [ 8 ]  |
| 4°  | Manuel Archila             | 7 de agosto de 1954     | 14 de febrero de 1956   | Gustavo Rojas Pinilla     | [ 8 ]  |
| 3°  | Alfredo Rivera Valderrama  | 13 de junio de 1953     | 7 de agosto de 1954     | Gustavo Rojas Pinilla     | [ 8 ]  |
| 2°  | Carlos Villaveces Restrepo | 5 de noviembre de 1951  | 13 de junio de 1953     | Roberto Urdaneta Arbeláez | [ 9 ]  |
| 2°  | Carlos Villaveces Restrepo | 18 de octubre de 1951   | 5 de noviembre de 1951  | Laureano Gómez Castro     | [ 10 ] |
| 1°  | Manuel Carvajal Sinisterra | 2 de abril de 1951      | 18 de octubre de 1951   | Laureano Gómez Castro     | [ 10 ] |

### Ministros encargados
| Nombre                     | Inicio                   | Final | Cargo                                  | Presidente                | Ref.  |
| -------------------------- | ------------------------ | ----- | -------------------------------------- | ------------------------- | ----- |
| Humberto Valencia García   | 19 de junio de 1967      |       | Secretario General de Ministerio       | Carlos Lleras Restrepo    | [ 4 ] |
| Humberto Valencia García   | 27 de enero de 1967      |       | Secretario General de Ministerio       | Carlos Lleras Restrepo    | [ 4 ] |
| Carlos Jiménez López       | 16 de noviembre de 1964  |       | Secretario General de Ministerio       | Guillermo León Valencia   | [ 5 ] |
| Carlos Jiménez López       | 30 de octubre de 1963    |       | Secretario General de Ministerio       | Guillermo León Valencia   | [ 5 ] |
| Carlos Jiménez López       | 27 de septiembre de 1963 |       | Secretario General de Ministerio       | Guillermo León Valencia   | [ 5 ] |
| Carlos Jiménez López       | 5 de agosto de 1963      |       | Secretario General de Ministerio       | Guillermo León Valencia   | [ 5 ] |
| Óscar Alviar Ramírez       | 30 de abril de 1963      |       | Secretario General de Ministerio       | Guillermo León Valencia   | [ 5 ] |
| Luis E. Ríos Aponte        | 25 de agosto de 1962     |       | Secretario General de Ministerio       | Guillermo León Valencia   | [ 5 ] |
| Hernando Durán Dussán      | 2 de abril de 1961       |       | Ministro de Educación                  | Alberto Lleras Camargo    | [ 6 ] |
| Alfonso Ocampo Londoño     | 19 de abril de 1961      |       | Ministro de Minas y Petróleos          | Alberto Lleras Camargo    | [ 6 ] |
| Ramiro Escobar Sánchez     | 7 de diciembre de 1959   |       | Secretario General del Ministerio      | Alberto Lleras Camargo    | [ 6 ] |
| Hernando Agudelo Villa     | 10 de febrero de 1959    |       | Ministro de Hacienda y Crédito Público | Alberto Lleras Camargo    | [ 6 ] |
| Carlos Sanz de Santamaría  | 16 de diciembre de 1957  |       | Ministro de Relaciones Exteriores      | Junta Militar de Gobierno | [ 7 ] |
| Carlos Villaveces Restrepo | 6 de abril de 1956       |       | Ministro de Hacienda y Crédito Público | Gustavo Rojas Pinilla     | [ 8 ] |
| Carlos Villaveces Restrepo | 21 de octubre de 1955    |       | Ministro de Hacienda y Crédito Público | Gustavo Rojas Pinilla     | [ 8 ] |
| Antonio Álvarez Restrepo   | 3 de febrero de 1953     |       | Ministro de Hacienda y Crédito Público | Roberto Urdaneta Arbeláez | [ 9 ] |